# Pelite Lake
Pelite Lake är en sjö i Antarktis. Den ligger i Östantarktis. Australien gör anspråk på området. Pelite Lake ligger 108 meter över havet.